# 126748 Mariegerbet
126748 Mariegerbet este un asteroid din centura principală de asteroizi.

## Descriere
126748 Mariegerbet este un asteroid din centura principală de asteroizi. A fost descoperit pe 16 februarie 2002 la Vicques de Michel Ory. Asteroidul prezintă o orbită caracterizată de o semiaxă mare de 2,93 ua, o excentricitate de 0,05 și o înclinație de 1,1° în raport cu ecliptica.